# 水試盧氏蛸
水試盧氏蛸（学名：Luteuthis shuishi）为古氏蛸科盧氏蛸屬下的一个种。